# Hynobius yangi
Hynobius yangi är en groddjursart som beskrevs av Kim, Min och Matsui 2003. Hynobius yangi ingår i släktet Hynobius och familjen Hynobiidae. IUCN kategoriserar arten globalt som starkt hotad. Inga underarter finns listade i Catalogue of Life.